# بن اسکریونز
بن اسکریونز (انگلیسی: Ben Scrivens؛ زادهٔ ۱۱ سپتامبر ۱۹۸۶) بازیکن هاکی روی یخ اهل کانادا است.
از باشگاه‌هایی که در آن بازی کرده‌است می‌توان به ادمونتون اویلرز اشاره کرد.